# Bedotia
Genre
Bedotia est un genre de poissons téléostéens de l'ordre des Atheriniformes et de la famille des Melanotaeniidae.

## Liste des espèces
Selon FishBase (7 mai 2017) :
- Bedotia albomarginata Sparks & Rush, 2005
- Bedotia alveyi Jones, Smith & Sparks, 2010
- Bedotia geayi Pellegrin, 1907
- Bedotia leucopteron Loiselle & Rodriguez, 2007
- Bedotia longianalis Pellegrin, 1914
- Bedotia madagascariensis Regan, 1903
- Bedotia marojejy Stiassny & Harrison, 2000
- Bedotia masoala Sparks, 2001
- Bedotia tricolor Pellegrin, 1932